# Коровное
Коровное (укр. Коровне) — бывший посёлок в Щорском районе Черниговской области Украины. Посёлок был подчинено Новоборовичскому сельсовету.

## История
В 1963 году был образован колхоз имени Н. Ф. Ватутина, путём присоединения к колхозу «Червоний партизан» (Новые Боровичи) колхоза села Загребельная Слобода и хутора Коровного.
Решением Черниговского областного совета от 18.12.1996 года посёлок снят с учёта, в связи с переселением жителей.

## География
Был расположен на левом берегу реки Снов на западе лесного массива (доминирование сосны и берёзы, урочище Боровичские Дачи) — южнее села Загребельная Слобода. По состоянию местности на 1986 год посёлок не обозначен, здесь расположены дом отдыха, капитальное сооружение башенного типа, сарай, дом лесника.